# Micropterus cahabae
A Micropterus cahabae a sugarasúszójú halak (Actinopterygii) osztályának sügéralakúak (Perciformes) rendjébe, ezen belül a díszsügérfélék (Centrarchidae) családjába tartozó faj.

## Előfordulása
A Micropterus cahabae előfordulási területe az észak-amerikai kontinensen van. Az Amerikai Egyesült Államok egyik endemikus hala; kizárólag az alabamai Cahaba folyóban - amelyről nevét kapta - és az ebbe ömlő patakokban található meg.

## Megjelenése
Eddig a legnagyobb kifogott egyede 36 centiméteres és 800 grammos volt. A hátúszóján 10 tüske és 11-12 sugár van, míg a farok alatti úszóján 3 tüske van. Az úszói zöldek vagy sárgászöldek; sok más Micropterus-fajtól eltérően ennek a halnak az úszóin nincs vörös vagy narancssárga árnyalat. Az oldalvonalán 68-72 pikkely látható.

## Életmódja
Szubtrópusi, édesvízi halfaj, amely az iszapos és homokos mederfenék közelében él.